# The Baby of Mâcon
The Baby of Mâcon is een film uit 1993 van regisseur Peter Greenaway, met Ralph Fiennes, Julia Ormond en Philip Stone. De film wordt beschouwd als de meest controversiële van Peter Greenaway. De kritiek was in het algemeen negatief. De film werd buiten competitie vertoond op het filmfestival van Cannes in 1993. Door zijn controversieel thema, werd de film in Noord-Amerika niet officieel verdeeld.

## Inhoud
Een stad die geteisterd wordt door onvruchtbaarheid bij de vrouwen en door hongersnood, wordt gered door een miraculeuze geboorte bij een oude lelijke vrouw: de moeder. Onmiddellijk na de geboorte beweert de dochter (Ormond) van de oude vrouw dat zij het kind gebaard heeft door een maagdelijke geboorte. Zij sluit de moeder op en begint het kind uit te buiten door zegeningen te verkopen aan de inwoners van Mâcon die ten einde raad zijn.
De Kerk is zowel afwachtend als afgunstig. De zoon van de bisschop (Fiennes), een scepticus die gelooft in de wetenschap, heeft twijfels over de dochter. Zij poogt hem ervan te overtuigen dat zij wel degelijk maagd is, door haar maagdelijkheid aan hem aan te bieden. Vóór de zoon van de bisschop de liefde kan met de dochter bedrijven, roept het kind een stier om de zoon van de bisschop te doden. De bisschop komt op het moment dat zijn zoon verpletterd wordt door de stier. Hij wijt de dood van zijn zoon aan de dochter.
De bisschop neemt het kind in bescherming en de Kerk begint hem uit te buiten. De dochter verstikt daarop het kind en zij wordt door de bisschop ter dood veroordeeld, maar omdat zij nog een maagd is kan zij niet zomaar gedood worden. De dochter wordt vervolgens veroordeeld om 209 maal verkracht te worden. De Kerk hakt het lichaam van het kind in stukken en verkoopt zijn overblijfselen als relikwie. Er komt opnieuw hongersnood over de stad.

## Rolverdeling
| Acteur                | Personage            |
| --------------------- | -------------------- |
| Julia Ormond          | dochter              |
| Ralph Fiennes         | zoon van de bisschop |
| Philip Stone          | bisschop             |
| Jonathan Lacey        | Cosimo Medici        |
| Don Henderson         | biechtvader          |
| Celia Gregory         | moeder overste       |
| Jeff Nuttall          | majordomus           |
| Jessica Hynes         | eerste vroedvrouw    |
| Kathryn Hunter        | tweede vroedvrouw    |
| Gabrielle Reidy       | derde vroedvrouw     |
| Frank Egerton         | souffleur            |
| Phelim McDermott      | eerste leraar        |
| Tony Vogel            | vader                |
| Tatiana Strauss       | eerste non           |
| Louisa Millwood-Haigh | tweede non           |

## Terzijde
The Baby of Mâcon beschrijft de opvoering in 1659 van een middeleeuwse moraliteit (uitgevonden door de filmmaker zelf). Tussen de akten door, bekijkt de film ook het publiek in een provinciaal Italiaans theater op het hoogtepunt van de contrareformatie - en de "acteurs" achter de schermen. De kijker wordt herinnerd aan het theaterpubliek en op het einde, buigen de acteurs op de scène naar het theaterpubliek, dat op zijn beurt buigt naar het moderne (cinema)publiek.